# Нозьер (Ардеш)
Нозье́р (фр. и окс. Nozières) — коммуна во Франции, находится в регионе Рона — Альпы. Департамент коммуны — Ардеш. Входит в состав кантона Ламастр. Округ коммуны — Турнон-сюр-Рон.
Код INSEE коммуны — 07166.

## Население
Население коммуны на 2008 год составляло 254 человека.
| 1962 | 1968 | 1975 | 1982 | 1990 | 1999 | 2008 |
| ---- | ---- | ---- | ---- | ---- | ---- | ---- |
| 386  | 492  | 413  | 349  | 300  | 258  | 254  |

## Экономика
В 2007 году среди 153 человек в трудоспособном возрасте (15—64 лет) 103 были экономически активными, 50 — неактивными (показатель активности — 67,3 %, в 1999 году было 65,8 %). Из 103 активных работали 91 человек (58 мужчин и 33 женщины), безработных было 12 (4 мужчины и 8 женщин). Среди 50 неактивных 14 человек были учениками или студентами, 20 — пенсионерами, 16 были неактивными по другим причинам.

## Фотогалерея

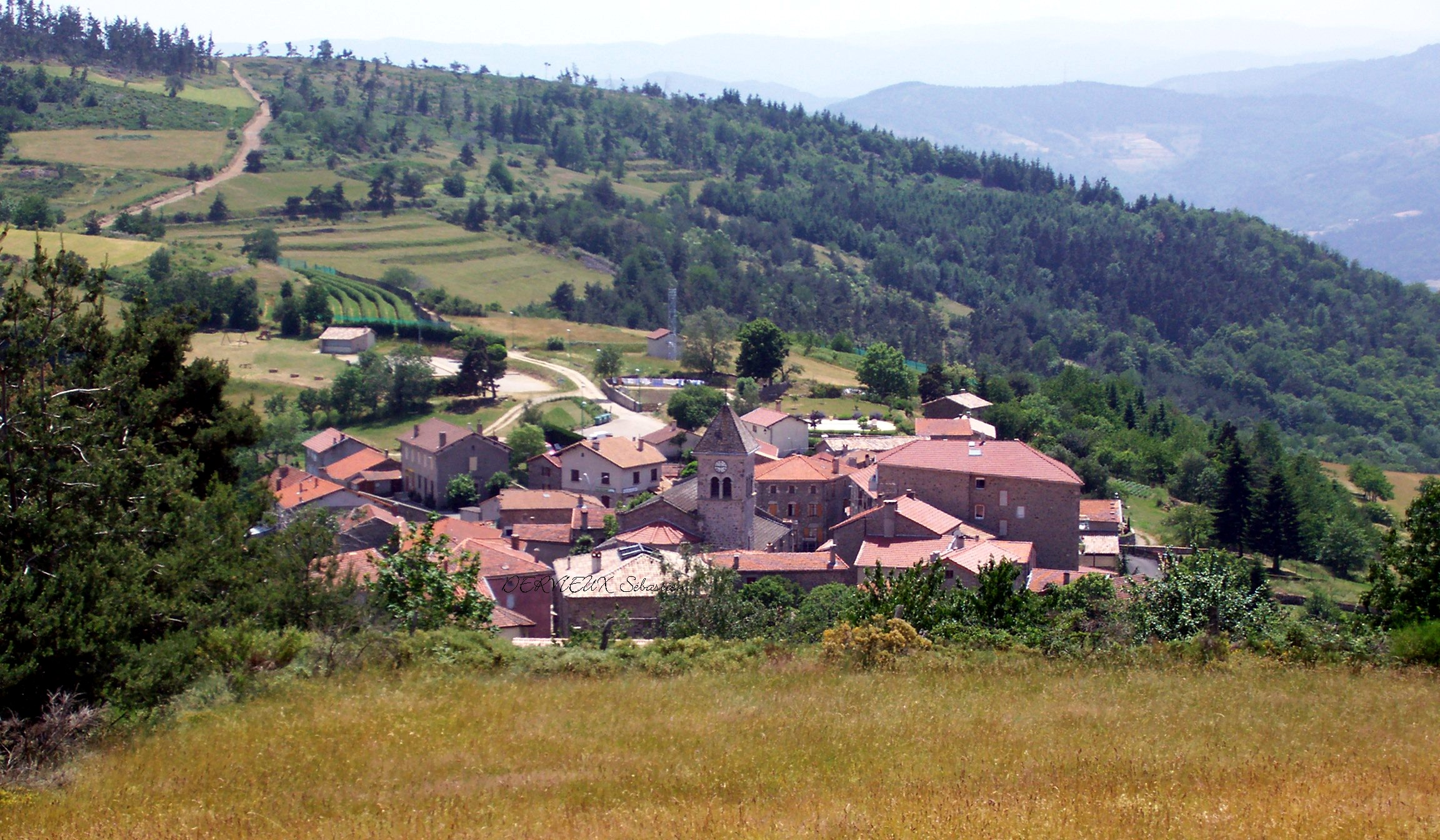
Нозьер
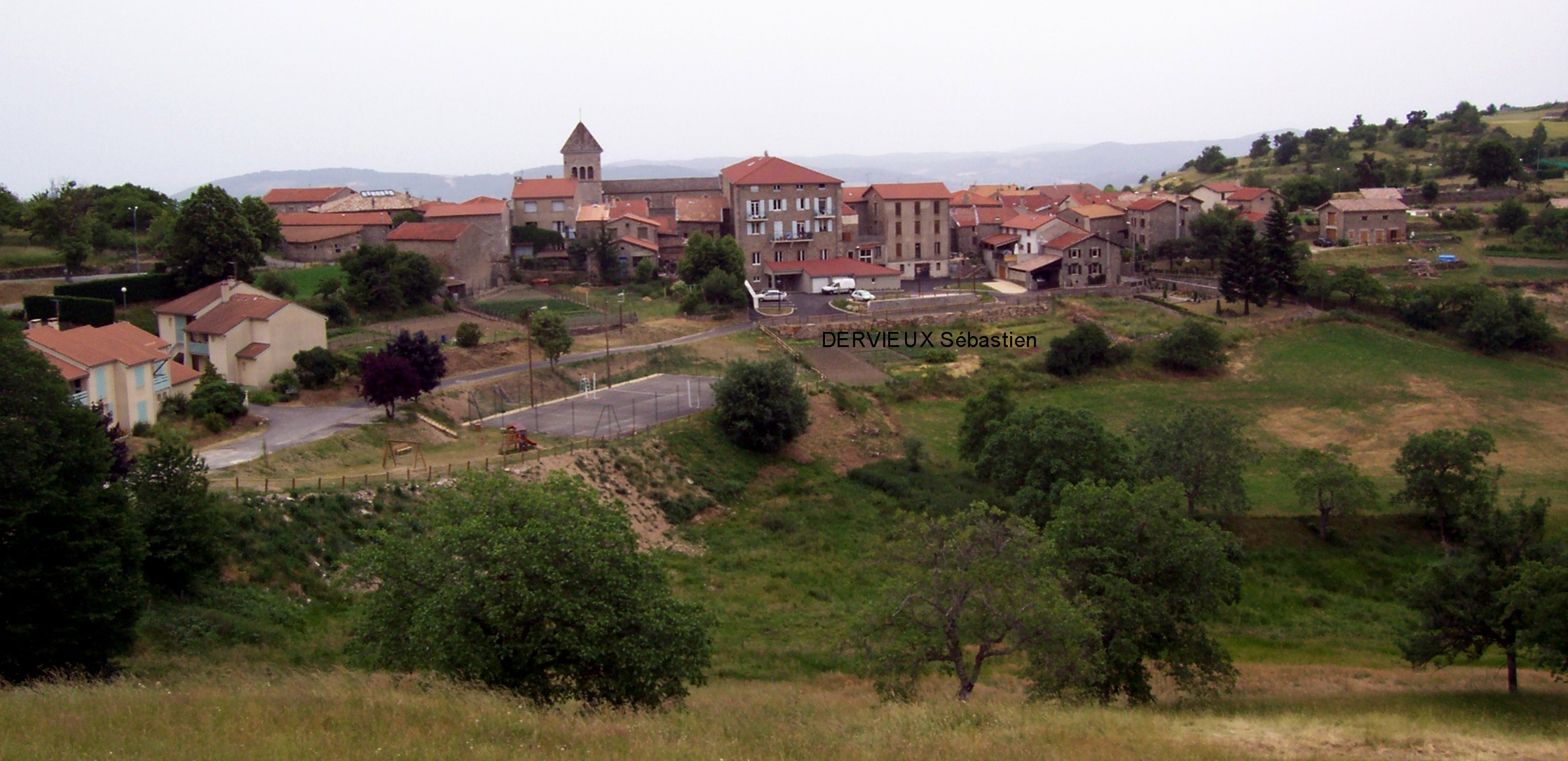
Нозьер
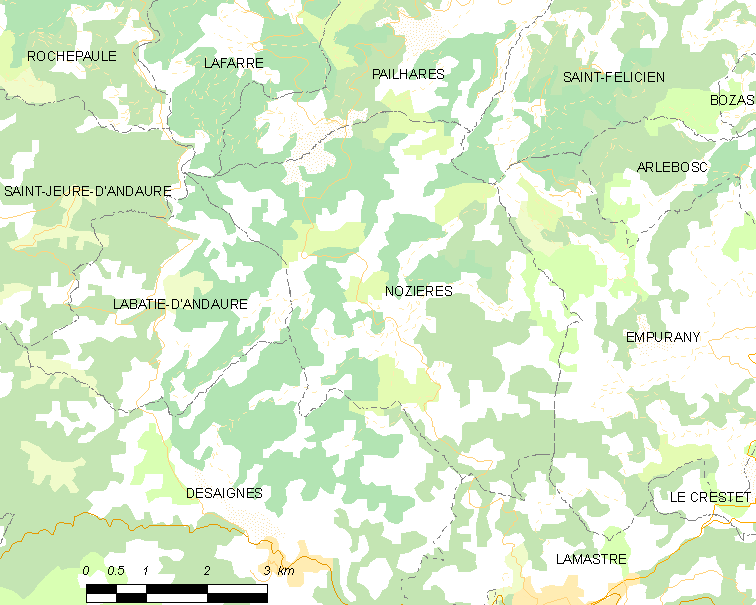
Карта коммуны